# Capo della Repubblica Popolare di Doneck
Il capo della Repubblica Popolare di Doneck (in russo Глава Донецкой Народной Республики?) è la massima autorità politica dell'autoproclamata entità territoriale, dapprima Stato secessionista filorusso non riconosciuto dalla comunità internazionale, che occupa parte della regione omonima dell'Ucraina orientale, poi annesso da Putin nel 2022 quale soggetto federale della Federazione Russa.

## Ruolo
Secondo la Costituzione della Repubblica Popolare di Doneck, rivista nel 2020, il capo della Repubblica è una posizione equivalente al capo di Stato. Aveva il diritto di prendere decisioni politiche in conformità con la Costituzione e le leggi, di rappresentare Doneck in patria e all'estero e di concludere trattati internazionali (articolo 56). Ha anche il diritto di comando sull'esercito, il diritto di firmare e promulgare le leggi approvate dal Consiglio del Popolo (il parlamento) e il diritto di rinviarle al parlamento (articolo 73).
Il capo è eletto direttamente a scrutinio segreto per un mandato di cinque anni. Sono vietate tre elezioni consecutive e la candidatura era riservata ai cittadini di età superiore ai 30 anni (articolo 57). Entra in carica prestando giuramento di cui all'articolo 58, comma 1, della Costituzione.
Il capo della Repubblica ha il diritto di nominare il presidente del consiglio dei ministri (denominato presidente del governo) con il consenso del parlamento, di obbligare il gabinetto a dimettersi e di fungere da presidente del consiglio dei ministri lui stesso. Su proposta del presidente del Consiglio venivano nominati e revocati il vicepresidente del Consiglio dei ministri (vicepremier), i ministri e i capi degli organi amministrativi, ma se il parlamento non dava il consenso alla nomina non potevano essere nominati (art. 59). Tuttavia, se veniva respinta due volte di seguito una nomina, una persona nominata dal capo poteva assumere la propria funzione senza il consenso del parlamento (articolo 76).
Il mandato del capo della Repubblica decade nei seguenti casi senza attese (art. 61):
1. In caso di morte
2. A seguito di dimissioni volontarie
3. Quando è riconosciuto dal giudice incapace di svolgere le proprie funzioni
4. Se viene dichiarato disperso o morto da un tribunale
5. Se viene giudicato colpevole da un tribunale
6. Se perde la cittadinanza di Doneck
7. Se viene sfiduciato in relazione a un voto parlamentare

In tal caso, il presidente del Consiglio assume temporaneamente le funzioni, ma anche in quel caso il capo della Repubblica non aveva il diritto di sciogliere il parlamento o proporre un emendamento costituzionale (articolo 62).

## Elenco
| # | Immagine         | Capo (nascita–morte)                   | Mandato           | Mandato             | Mandato             | Partito politico                  | Elezione | Note        |
| # | Immagine         | Capo (nascita–morte)                   | Inizio            | Fine                | Durata              | Partito politico                  | Elezione | Note        |
| - | ---------------- | -------------------------------------- | ----------------- | ------------------- | ------------------- | --------------------------------- | -------- | ----------- |
| 1 |                  | Pavel Gubarev (1983-)                  | 3 marzo 2014      | 4 novembre 2014     | 0 anni e 246 giorni |                                   |          |             |
| 2 |                  | Aleksandr Zacharčenko (1976-2018)      | 4 novembre 2014   | 31 agosto 2018 †    | 3 anni e 300 giorni | Repubblica di Doneck              | 2014     | [ 1 ] [ 2 ] |
| – |                  | Dmitrij Trapeznikov (1981-) ad interim | 31 agosto 2018    | 7 settembre 2018    | 0 anni e 7 giorni   | Indipendente                      | –        | [ 3 ]       |
| 3 |                  | Denis Pušilin (1981-)                  | 7 settembre 2018  | 20 novembre 2018    | 0 anni e 74 giorni  | Repubblica di Doneck Russia Unita | –        | [ 3 ]       |
| 3 | 20 novembre 2018 | Denis Pušilin (1981-)                  | 30 settembre 2022 | 6 anni e 270 giorni | 2018                | Repubblica di Doneck Russia Unita |          | [ 3 ]       |